# Александър Ленски
Александър Павлович Ленски (на руски: Александр Павлович Ленский) е руски драматичен артист, режисьор и театрален педагог. Играе в Малий театър от 1876 до 1898, с прекъсвания през 1882 – 84 г. Той е един от основателите и ръководител на Нов театър в Москва (1898 – 1903). Учител е на българската актриса Адриана Будевска.

## Роли
- Чацки и Фамусов – „От ума си тегли“ – Александър Грибоедов;
- Хамлет – „Хамлет“ – Уилям Шекспир;